# Пизанец
Пизанец — пресноводное озеро на территории Суккозерского сельского поселения Муезерского района и Паданского сельского поселения Медвежьегорского района Республики Карелии.

## Общие сведения
Располагается на высоте 178,2 метров над уровнем моря.
Озеро представляет собой древний тектонический разлом. Форма продолговатая: оно почти на шесть километров вытянуто с северо-запада на юго-восток. Берега возвышенные, обрывистые, преимущественно скалистые.
Из северо-западной оконечности вытекает безымянный водоток, впадающий в озеро Кальгъярви, протокой соединяющееся с Кяткиозером. Через последнее протекает река Сонго, впадающая в Селецкое озеро. Из Селецкого берёт начало река Лужма, которая впадает в Сегозеро.
С нескольких сторон к Пизанцу подходят просёлочные дороги.
Населённые пункты вблизи водоёма отсутствуют.

## Фотографии

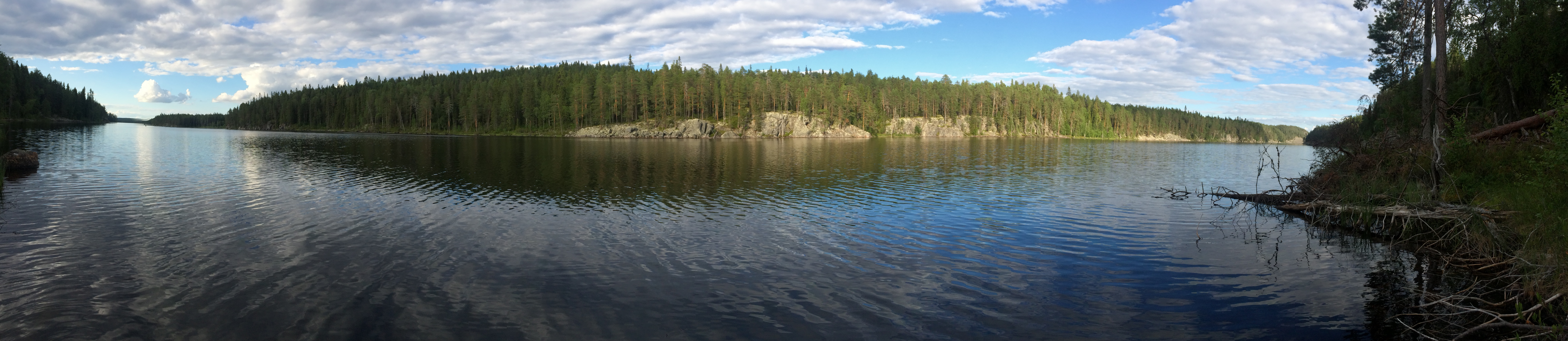
Панорама

|  |  |